# Start All Over
»Start All Over« je pop pesem, ki jo je izvedla ameriška glasbenica Miley Cyrus. Izšla je kot drugi in zadnji singl iz njenega prvega glasbenega albuma Meet Miley Cyrus, drugega diska dvojnega albuma Hannah Montana 2/Meet Miley Cyrus. Najprej je bil singl na voljo digitalno ob izidu albuma 26. junija 2007, 11. decembra tistega leta pa je izšel tudi preko radija Radio Disney. Singl je samostojno izšel šele 14. marca 2008 v instrumentalni verziji. Verzija pesmi, izvedena v živo je izšla na albumu Hannah Montana & Miley Cyrus: Best of Both Worlds Concert karaoke verzija pesmi pa je izšla na karaoke seriji albuma. Pesem je originalno napisala Fefe Dobson, ki jo je posredovala Miley Cyrus, saj je ni želela vključiti v svoj album Sunday Love. Pesem je pop rock pesem hitrega tempa, besedilo pa govori o drugi priložnosti v romantični zvezi.
Pesem je prejela nizek komercialni uspeh ob izidu v mnogih državah, primerjali pa so jo s prvim singlom iz njenega albuma, Meet Miley Cyrus, »See You Again«. Te države so med drugim tudi Avstralija, Kanada in Združene države Amerike. Pesem je dosegla enainštirideseto mesto na lestvici Australian Singles Chart, kar je bil njen največji dosežek. Videospot za pesem »Start All Over« se je premierno predvajal na kanalu Disney Channel in prejel nominacijo za nagrado MuchMusic Video Award. Videospot prikaže Miley Cyrus, ki s pesmijo nastopi na ulicah in na karnevalu. S pesmijo je Miley Cyrus nastopila na mnogih prireditvah; med drugim tudi na turneji Best of Both Worlds Tour, med letoma 2007 in 2008, kjer jo je izvedla kot ona sama. Nato je s pesmijo »Start All Over« ponovno nastopila leta 2009 na turneji Wonder World Tour. 

## Ozadje in sestava
Pesem »Start All Over« je napisala in izvedla kanadska glasbenica Fefe Dobson za svoj neizdani drugi glasbeni album Sunday Love. Fefe Dobson je v avgustu 2009 v intervjuju z MTV News pojasnila:
Pesem sem napisala, ona pa jo je dobila in zapela. Vendar je nisem želela vključiti v svoj projekt. Enostavno ni bila prava zame, menila sem, da bi jo kdo drug lažje zapel in ona je opravila odlično delo. Bila sem zares navdušena. Pravzaprav mi je bolj všeč njeno delo, kot pa moje.
 Fefe Dobson je na verziji pesmi za Miley Cyrus poleg Anne Preven zapela spremljevalne vokale. Poleg njih so na pesmi delali tudi ostali ljudje: Paul Bushnell na basu, Scott Cutler in David Levita na električni kitari, Josh Freese na kitari in Jeff Turzo na sintetizatorju. Pesem je pop rock stila s pridihom teen popa in dance-popa. Pesem je napisana v ključu G-dur. Vokali Miley Cyrus se raztezajo čez eno oktavo, od G3 do B4. Temu sledi procesija akordov Dm7—Am—G5. V intervjuju z revijo Access Hollywood na snemanju videospota za pesem je Miley Cyrus omenila, da se ji pesem zdi singl z romantično temo. Lael Loewenstein, ki piše za revijo Variety, je dejala, da se pesmi »Breakout« in »Start All Over« »dotakneta teme samo-reinvencije.«

## Dosežki na lestvicah
Pesem »Start All Over« je ekskluzivno izšla na radiu Radio Disney. Najprej se je pojavila na lestvici Hot Digital Songs in nato še na lestvici Billboard Hot 100. Ob koncu tedna 18. januarja 2008 je pesem »Start All Over« pristala na oseminšestdesetem mestu lestvice Hot 100.. Še istega tedna je pesem pristala na sedeminpetdesetem mestu lestvice Pop 100. Ob koncu tedna 26. januarja je pesem pristala na petdesetem mestu lestvice Hot Digital Songs, vendar nazadnje izpadla iz lestvic Hot 100 in Pop 100. Pesem je prejela enak komercialni uspeh v drugih državah. Ob koncu tedna 23. februarja 2008 je pesem pristala na lestvici Canadian Hot 100, na triindevetdesetem mestu, nato pa čez en teden izpadla iz lestvice. Na lestvici Australian Singles Chart je pesem »Start All Over« 14. julija pristala na petdesetem mestu lestvice. V drugem tednu, ob koncu tedna 11. avgusta 2009, je pesem dosegla enainštirideseto mesto na lestvici, nato pa v petih tednih padla na petdeseto mesto.

## Videospot
V ekskluzivnem intervjuju z revijo Access Hollywood je Miley Cyrus v zvezi z videospotom za pesem povedala, da ga bo režiral Marc Webb. Dejala je: »Želim si nekaj norega, česar še nihče ni naredil, želim pa si tudi, da bi bil zares naključen, saj je pesem naključna.« Videospot so snemali 16. novembra 2007 v areni Los Angelesa, Kalifornija, videospot pa je vključeval petdeset spremljevalnih plesalcev. Miley Cyrus je povedala: »Pojem in plešem in norim naokoli in niti sanja se mi ne, kdo so ljudje okoli mene.« Del videospota, v kateri se Miley Cyrus udeleži karnevala, je navdihnil muzikal iz petdesetih, Lak za lase. Kasneje je povedala, da je sama prevzela vlogo moškega, ki vstopi na »sceno maturantskega plesa« iz muzikala Lak za lase. Miley Cyrus je dejala: »Prišel bo nek fant, s katerim naj bi 'začela znova' in skupaj se bova udeležila maturantskega plesa. Torej, to je naključno. Je, kot da bi se vse zgodilo naenkrat.« Ob koncu videospota je razložila, da je odšla nazaj tja, »kamor sodim« po »poskusnem« dnevu.
Videospot se začne z Miley Cyrus v pižami, ko ugasne luč in zaspi. Ko se zbudi, se najde na postelji, ki je postavljena na kolesarski rampi, oblečena v belo majico, črn brezrokavnik, rdeče hlače in črne škornje. Medtem kolesarji uporabljajo rampo, Miley Cyrus pa vstane in začne izvajati pesem. Nato vstopi na šolski avtobus, ki sta ga zasedla poslovnež in podjetnica. V ostalem videospotu se Miley Cyrus prikaže na karnevalu, med tem ko pleše. Pojavijo se naključne figure, kot so astronavti, potapljači in kavboji. Ogromno pokrivalo, poslikano z vzorci zvezd, pade nanjo in razkrije se oder, kjer nastopi s svojim bandom. Ob zaključku videospota Miley Cyrus zbudi budilka, tiskalni stroj pa začne tiskati vse, kar se je zgodilo med videospotom. Videospot za pesem »Start All Over« se je prvič predvajal na kanalu Disney Channel 19. decembra 2007. Digitalno ga je prodajala trgovina iTunes Store, pri kateri je izšel 28. januarja 2008. Leta 2008 je videospot prejel nominacijo za »najboljši videospot mednarodnega ustvarjalca« na podelitvi nagrad MuchMusic Video Awards, vendar je nagrado nazadnje dobila Rihanna z videospotom za pesem »Don't Stop the Music.«

## Nastopi v živo
31. decembra 2007 je s pesmijo nastopila poleg pesmi »G.N.O. (Girl's Night Out)« in »We Got the Party« v duetu z glasbeno skupino Jonas Brothers v seriji Dick Clark's New Year's Rockin' Eve with Ryan Seacrest. Pesem »Start All Over« je Miley Cyrus izvedla tudi na svoji prvi samostojni turneji, Best of Both Worlds Tour. Na turneji je bila pesem prvi singl, ki ga je izvedla kot ona sama. S pesmijo je nastopila tudi na mnogih drugih turnejah, najprej na turneji glasbene skupine Jonas Brothers (za pesmijo »Year 3000«), nato na turneji dueta Aly & A.J. (za pesmijo »Rush«) in nazadnje na turneji banda Everlife. Med nastopom je Miley Cyrus nosila sivo metalsko jakno, belo majico in črne dokolenke. Nastop se je začel z Miley Cyrus, ki je na oder prišla iz dna odra, da bi zapela pesem. Njen nastop pesmi »Start All Over« je čez turnejo prejemal mešane do povprečne ocene s strani glasbenih kritikov. Maitland McDonagh iz revije TV Guide je dejala, da je vrnitev Miley Cyrus k skupini Jonas Brothers hitra, »nejasna rokerska stvar«. Promocijski videospot naj bi promoviral film Hannah Montana & Miley Cyrus: Best of Both Worlds Concert.
7. junija leta 2009 je na dvajseti obletnici karnevala Time for Heroes Celebrity Carnival je Miley Cyrus nastopila s pesmimi »Start All Over«, »7 Things«, »Breakout«, »The Climb«, »The Driveway«, »Fly on the Wall«, »These Four Walls« in »See You Again«. Takoj za pesmijo »Breakout« je pesem »Start All Over« druga pesem, ki jo je Miley Cyrus izvedla na svoji prvi svetovni turneji, Wonder World Tour. Med tem nastopom je Miley Cyrus nosila črne škornje, črne kratke hlače in top. Med večino nastopa s pesmijo »Start All Over« je Miley Cyrus stala na premičnem odru. S pesmijo je nastopila tudi na koncertu Rock in Rio v Lizboni, Portugalska in Madridu, Španija.

## Seznam verzij
- CD izid singla v Združenih državah Amerike, Avstraliji in Evropi

1. "Start All Over" (verzija z albuma) – 3:27
2. "Start All Over" (instrumentalna verzija) – 3:27

## Dosežki
| Lestvica (2008)          | Dosežek |
| ------------------------ | ------- |
| Australian Singles Chart | 41      |
| Canadian Hot 100         | 91      |
| U.S. Billboard Hot 100   | 68      |
| U.S. Pop 100             | 57      |